# Nymphidium corculum
Nymphidium corculum är en fjärilsart som beskrevs av Hans Ferdinand Emil Julius Stichel 1929. Nymphidium corculum ingår i släktet Nymphidium och familjen Riodinidae. Inga underarter finns listade i Catalogue of Life.